# Аксіоми Армстронга
Аксіоми Армстронга — множина аксіом (або, точніше, правил висновування), що використовуються для висновування всіх функціональних залежностей у реляційній базі даних. Їх розробив Вільям В. Армстронг у своїй газетній статті 1974 року. Аксіоми правильні в генеруванні тільки функціональних залежностей у замиканні множини функціональних залежностей (позначеному {\displaystyle F^{+}}), коли застосовані до цієї множини (позначеній {\displaystyle F}). Також вони повні в тому, що повторне застосування цих правил генеруватиме всі функціональні залежності в замиканні {\displaystyle F^{+}}.
Формальніше, нехай {\displaystyle \langle R(U),F\rangle } позначає реляційну схему над множиною атрибутів {\displaystyle U} зі множиною функціональних залежностей {\displaystyle F}. Скажемо, що функціональна залежність {\displaystyle f} логічно слідує з {\displaystyle F}, і позначимо це {\displaystyle F\models f}, якщо й тільки якщо для кожного примірника {\displaystyle r} із {\displaystyle R}, що задовольняє функціональні залежності в {\displaystyle F}, {\displaystyle r} також задовольняє {\displaystyle f}. Позначимо {\displaystyle F^{+}} множину всіх функціональних залежностей, які логічно слідують із {\displaystyle F}.
Більше того, з повагою до множини правил висновування {\displaystyle A}, скажемо, що функціональна залежність {\displaystyle f} є похідною з функціональних залежностей у {\displaystyle F} за множиною правил висновування {\displaystyle A}, і позначимо це {\displaystyle F\vdash _{A}f}, якщо й тільки якщо {\displaystyle f} можна отримати шляхом повторного застосування правил висновування в {\displaystyle A} до функціональних залежностей у {\displaystyle F}. Позначимо {\displaystyle F_{A}^{*}} множину всіх функціональних залежностей, які є похідними від {\displaystyle F} за правилами висновування в {\displaystyle A}.
Тоді множина правил висновування {\displaystyle A} правильна, якщо й тільки якщо має місце наступне:
{\displaystyle F_{A}^{*}\subseteq F^{+}}
інакше кажучи, ми не можемо вивести за допомогою {\displaystyle A} функціональні залежності, які логічно не слідують з {\displaystyle F}.
Множину правил висновування {\displaystyle A} називають повною, якщо має місце наступне:
{\displaystyle F^{+}\subseteq F_{A}^{*}}
простіше кажучи, ми здатні вивести за {\displaystyle A} всі функціональні залежності, які логічно слідують із {\displaystyle F}.

## Аксіоми (первинні правила)
Нехай {\displaystyle R(U)} — схема відношення над множиною атрибутів {\displaystyle U}. Надалі позначатимемо літерами {\displaystyle X}, {\displaystyle Y}, {\displaystyle Z} будь-яку підмножину {\displaystyle U}, а, для стислості, об'єднання двох множин атрибутів {\displaystyle X} та {\displaystyle Y} як {\displaystyle XY} замість звичайного {\displaystyle X\cup Y}; ця нотація є достатньо стандартною в теорії баз даних при роботі зі множинами атрибутів.

### Аксіома рефлексивності
Якщо {\displaystyle X} — множина атрибутів, а {\displaystyle Y} — підмножина {\displaystyle X}, то {\displaystyle X} вміщує {\displaystyle Y}. Тоді {\displaystyle X} вміщує {\displaystyle Y} [{\displaystyle X\to Y}] означає, що {\displaystyle X} функціонально визначає {\displaystyle Y}.
Якщо {\displaystyle Y\subseteq X}, то {\displaystyle X\to Y}.

### Аксіома доповнення
Якщо {\displaystyle X} вміщує {\displaystyle Y}, а {\displaystyle Z} — множина атрибутів, то {\displaystyle XZ} вміщує {\displaystyle YZ}. Це означає, що атрибут у залежностях не змінює основних залежностей.
Якщо {\displaystyle X\to Y}, то {\displaystyle XZ\to YZ} для будь-якого {\displaystyle Z}.

### Аксіома транзитивності
Якщо {\displaystyle X} вміщує {\displaystyle Y}, а {\displaystyle Y} вміщує {\displaystyle Z}, то {\displaystyle X} вміщує {\displaystyle Z}.
Якщо {\displaystyle X\to Y} та {\displaystyle Y\to Z}, то {\displaystyle X\to Z}.

## Додаткові (другорядні) правила
Ці правила можуть виводитися від вищенаведених аксіом.

### Декомпозиція
Якщо {\displaystyle X\to YZ}, то {\displaystyle X\to Y} та {\displaystyle X\to Z}.

#### Доведення
| 1. {\displaystyle X\to YZ} | (Дано)                 |
| 2. {\displaystyle YZ\to Y} | (Рефлексивність)       |
| 3. {\displaystyle X\to Y}  | (Транзитивність 1 і 2) |

### Композиція
Якщо {\displaystyle X\to Y} та {\displaystyle A\to B}, то {\displaystyle XA\to YB}.

#### Доведення
| 1. {\displaystyle X\to Y}   | (Дано)             |
| 2. {\displaystyle A\to B}   | (Дано)             |
| 3. {\displaystyle XA\to YA} | (Доповнення 1 і A) |
| 4. {\displaystyle XA\to Y}  | (Декомпозиція 3)   |
| 5. {\displaystyle XA\to XB} | (Доповнення 2 і X) |
| 6. {\displaystyle XA\to B}  | (Декомпозиція 5)   |
| 7. {\displaystyle XA\to YB} | (Об'єднання 4 і 6) |

### Об'єднання (нотація)
Якщо {\displaystyle X\to Y} та {\displaystyle X\to Z}, то {\displaystyle X\to YZ}.

### Псевдо-транзитивність
Якщо {\displaystyle X\to Y} та {\displaystyle YZ\to W}, то {\displaystyle XZ\to W}.

#### Доведення
| 1. {\displaystyle X\to Y}   | (Дано)                 |
| 2. {\displaystyle YZ\to W}  | (Дано)                 |
| 3. {\displaystyle XZ\to YZ} | (Доповнення 1 і Z)     |
| 4. {\displaystyle XZ\to W}  | (Транзитивність 3 і 2) |

### Самовизначення
{\displaystyle I\to I} для будь-якої {\displaystyle I}. Це слідує прямо з аксіоми рефлексивності.

### Екстенсивність
Наступна властивість є особливим випадком доповнення, коли {\displaystyle Z=X}.
Якщо {\displaystyle X\to Y}, то {\displaystyle X\to XY}.
Екстенсивність може замінити доповнення як аксіому в сенсі, що доповнення може бути доведене з екстенсивності разом з іншими аксіомами.

#### Доведення
| 1. {\displaystyle XZ\to X}   | (Рефлексивність)       |
| 2. {\displaystyle X\to Y}    | (Дано)                 |
| 3. {\displaystyle XZ\to Y}   | (Транзитивність 1 і 2) |
| 4. {\displaystyle XZ\to XYZ} | (Екстенсивність 3)     |
| 5. {\displaystyle XYZ\to YZ} | (Рефлексивність)       |
| 6. {\displaystyle XZ\to YZ}  | (Транзитивність 4 і 5) |

## Відношення Армстронга
Дано множину функціональних залежностей {\displaystyle F}, відношення Армстронга — відношення, яке задовольняє всім функціональним залежностям у замиканні {\displaystyle F^{+}} й тільки цим залежностям. На жаль, мінімальний розмір відношення Армстронга для даної множини залежностей може бути експоненційною функцією від кількості атрибутів у залежностях, які розглядаються.